# Плезонтон, Альфред
Альфред Плезонтон (Alfred Pleasonton) (7 июля 1824 — 17 февраля 1897) — американский кадровый офицер, генерал армии Севера в годы гражданской войны. Командовал кавалерийским корпусом Потомакской армии во время Геттисбергской кампании, в частности, в крупнейшем кавалерийском сражении той войны — сражении у станции Бренди. В 1864 году был переведен на Запад, где в двух сражениях разбил генерала Конфедерации Стерлинга Прайса, завершив войну в Миссури. Альфред был сыном Стефана Плезонтона и младшим братом Огастуса Плезантона.

## Ранние годы
Плезантон родился в 1824 году в Вашингтоне, в семье Стефана и Мэри Хопкинс Плезантон. Его отец в то время был известным человеком: когда во время войны 1812 года англичане вошли в Вашингтон, он смог спасти национальный архив, в том числе оригиналы декларации независимости и американской Конституции. Однако впоследствии Стефан Плезантон оказался замешан в коррупционном скандале, что в итоге привело к его увольнению в 1852 году. Эта история сильно испортила имидж семьи.
В 1840 году Альфред поступил в академию Вест-Пойнт, которую окончил 7-м по успеваемости в классе 1844 года, и был определен в 1-й драгунский полк во временном звании второго лейтенанта. С 1844 по 1846 год он служил в форте Аткинсон (Айова). В 1846 принял участие в мексиканской войне в рядах 2-го драгунского полка, участвовал в сражениях при Пало-Альто и Ресаке, получив временное звание первого лейтенанта за храбрость, проявленную в этих сражениях (9 мая 1846).
30 сентября 1849 года получил постоянное звание первого лейтенанта.
Долгое время Плезантон прослужил на западной границе, участвовал в перестрелках с апачами в 1852, с индейцами сиу в 1855—1856, служил в фортах Чадбурн и Ливенворт. 3 мая 1855 года получил звание капитана.

## Гражданская война
Когда началась гражданская война, капитан Плезантон выступил вместе с 2-м драгунским полком из форта Криттенден (Юта) в Вашингтон. Несмотря на хорошие связи, ему не удалось добиться быстрого повышения по службе, так что к началу 1862 года он дослужился только до майора (15 февраля 1862 года). Он принял участие в кампании на полуострове, где ничем себя не проявил, но 16 июля 1862 года всё же стал бригадным генералом и стал командовать кавалерийской бригадой Потомакской армии.
Подчинённые офицеры не любили Плезантона. Капитан Чарльз Эдамс из 1-го массачусетского полка позже писал:

Вы постоянно видите его имя в газетах, но для нас, кто служил под его началом, он был известен лишь как хулиган и подхалим.
Оригинальный текст (англ.)– You always see his name in the papers, but to us who have served under him, he is notorious as a bully and a toady. 
— Eric J. Wittenberg, Pleasonton's battle stretegy
«По всеобщему мнению все достижения Плезантона и его повышения основаны на систематической лжи», писал один из его подчинённых.
Северовирджинская кампания показала, что федеральная армия неправильно использует кавалерию, поэтому главнокомандующий Джордж Макклелан в начале сентября реформировал кавалерию, и в итоге Плезантон 2 сентября стал командиром дивизии размером в пять бригад. Когда генерал Ли начал мерилендскую кампанию, кавалерии было поручено обеспечивать разведку. Однако Плезантон не справился с этим заданием — его донесения были весьма неточны и полны вымыслов. В прессе его иронично прозвали «Рыцарем из романа» (The Knight of Romance). Отчасти именно из его донесений Макклелан сделал вывод, что ему противостоят 120 000 человек.
Во время сражения при Энтитеме дивизия Плезантона охраняла мост через реку Энтитем. Вопреки традиции, Макклелан сконцентрировал всю кавалерию в центре своих позиций. Это решение многими историками осуждается, как безграмотное, однако есть мнение, что Макклелан замышлял массированную кавалерийскую атаку центра, которая по какой-то причине так и не осуществилась.
Во время сражения Плезантон был ранен осколком снаряда. В своем рапорте он описал небольшую перестрелку как эпическое сражение и, хотя это донесение не подтверждалось остальными рапортами, Макклелан ему поверил и журналисты поверили тоже. Через несколько дней Плезантон снова не справился с ситуацией, позволив кавалеристам Стюарта совершить рейд вокруг федеральной армии, однако на это никто не стал обращать внимания.
В апреле 1863 года новый командующий, Джо Хукер, реформировал кавалерию, и свел три кавалерийские дивизии (Плезантона, Аверелла и Грегга) в один корпус, который поручил Джорджу Стоунману. Перед сражением при Чанселорсвилле дивизиям Аверелла и Грегга было поручено провести рейд по тылам противника, а дивизии Плезантона — прикрывать марш во фланг армии противника и обеспечивать разведку. Во время чанселорсвилльского сражения, 2 мая, генерал Сиклс принял решение занять высоту Хейзел-Гроув, и послал 8-й Пенсильванский полк из дивизии Плезантона, чтобы тот задержал идущие к высоте части южан. Пенсильванцам удалось задержать противника, а кавалеристы Плезантона успели занять высоту. Впоследствии Плезантон заявил, что сумел остановить весь корпус Джексона и тем самым спасти Потомакскую армию. Он даже заявил, что именно его люди смертельно ранили генерала Томаса Джексона.
Хукер поверил ему. Когда через несколько дней Линкольн лично приехал в расположение Потомакской армии, Хукер представил ему Плезантона со словами: «Мистер Президент, это генерал Плезантон, который спас Потомакскую армию недавней ночью». 22 июня Плезантон получил звание генерал-майора добровольческой армии. Стивен Сирс писал, что Хукер повышал Плезантона исключительно из-за принципа старшинства и впоследствии пожалел об этом.
Поскольку рейд в тыл противнику осуществить не удалось, Хукер сместил Стоунмана с должности командира кавалерийского корпуса и назначил на его место Плезантона, который в итоге продержался на этой должности с 7 июня 1863 года по 26 марта 1864 года.

### Геттисбергская кампания
В начале июня 1863 года федеральное командование узнало о концентрации кавалерии Конфедерации около города Калпепер и приняла это за подготовку рейда. Плезантону было приказано атаковать противника и уничтожить его. Однако сам Плезантон впоследствии утверждал, что получил приказ лишь на разведку боем. 9 июня федеральная кавалерия двумя колоннами атаковала лагерь противника, и им удалось застать врасплох кавалеристов Джеба Стюарта. Последовало сражение у станции Бренди, самое крупное кавалерийское сражение гражданской войны (11 000 северян против 9500 южан). Удачно начатая федеральная атака постепенно забуксовала и под конец Плезантон отвёл свои дивизии, потеряв в боях 907 человек.
Плезантон оставил несколько описаний произошедшего, и все они отличаются одно от другого. Сначала в донесениях он сообщил, что он полностью вывел из строя кавалерию Стюарта, но эта версия была им вскоре отброшена. В рапорте он сообщил, что итогом наступления был захват важных документов противника. По его словам, в документах содержался план Стюарта по вторжению в Мериленд. Позже он рассказывал, что в этих документах содержался план Ли по вторжению в Мериленд через Лисберг, и их утрата заставила Ли менять планы кампании. Но Плезантон нигде не сообщил, сколько всего было документов и что это были за документы. Многие историки сомневаются в том, что эти документы вообще существовали. На самом деле Плезантону удалось добыть некоторую информацию — например, узнать о том, что пехота противника находится где-то поблизости и примерно установить численность кавалерии Стюарта. Но большой пользы эта информация не принесла.
После станции Бренди армия Юга начала перемещаться в долину Шенандоа и 15 июня освободила город Винчестер. Федеральное командование требовало от Плезантона определить местонахождение корпусов противника, однако кавалеристы Плезантона не смогли прорваться сквозь пикеты Джеба Стюарта. 17 июня Плезантон решил осуществить прорыв крупными силами, что привело к так называемым «Сражениям в Лоудонской долине». Произошло небольшое кавалерийское столкновение при Элди, после которого южане отошли к Миддлбергу. 18 — 19 июня шли бои под Миддлбергом, и южане снова отступили, продолжая прикрывать западное направление. 21 июня произошло Сражение при Аппервиле, потери в котором были примерно равны, но Плезантон принял решение об отступлении. Он не смог прорваться в долину Шенандоа, но объявил о своей победе. В рапорте он написал:

Мы также захватили множество карабинов, пистолетов и сабель. Фактически, это был самый неудачный день для кавалерии мятежников. Наши потери в людях и лошадях невелики. Я никогда не видел людей, действующих лучше или же находящихся в более сложной ситуации.
Оригинальный текст (англ.)– We also took a large number of carbines, pistols, and sabres. In fact, it was a most disastrous day to the Rebel
cavalry. Our loss has been very small both in men and horses. I never saw the troops behave better, or under more
difficult circumstances. 
— Willard Glazier, Three Years in the Federal Cavalry С.81
Плезантон не смог помешать вторжению Северовирджинской армии в Мэриленд и Пенсильванию, и не смог предотвратить рейд Стюарта в тыл Потомакской армии. Плезантон жаловался на недостаточность оружия и лошадей и просил передать в его распоряжение кавалерию генерала Джулиуса Стейхла, которая обороняла Вашингтон. Его требование удовлетворили, Стейхл был отстранен от командования, а его кавалерию передали Плезантону, что вызвало ярость генерала Хукера, и его спасла только отставка Хукера 28 июня.
Генерал Джордж Мид, приняв командование утром 28 июня, посоветовался с Плезантоном и слегка реорганизовал кавалерию. Он попросил Халлека произвести сразу трёх капитанов в бригадные генералы — на основании полномочий, данных ему в то утро. Это были Элон Фарнсворт, Джордж Кастер и Уэсли Меррит. Плезантон превратил кавалерийскую дивизию Стейхла в Третью Дивизию кавалерийского корпуса, назначил командиром дивизии Джадсона Килпатрика, передал две бригады этой дивизии Фарнсворту и Кастеру, а Меррит возглавил бригаду в дивизии Джона Бьюфорда. Конная артиллерия была сведена в две бригады под командованием Джеймса Робертсона и Джона Тидболла.
Джордж Мид с самого начала не стал доверять Плезантону, и не отпускал его далеко от своего штаба. Все кавалерийские передвижения до и в ходе геттисбергского сражения прошли почти без его участия. 3 июля Плезантон приказал Килпатрику атаковать правый фланг Северовирджинской армии. Несмотря на невыгодные условия, Килпатрик всё же отдал приказ об атаке, известной как «Атака Килпатрика». В ходе этой атаки федеральная кавалерия понесла тяжёлые потери. Погиб генерал Элон Фарнсворт. «Это была одна из тех выдающихся атак, в которых пал благородный и храбрый генерал Фарнсворт, который героически вёл свою бригаду на пехоту противника», — написал Плезантон в рапорте.

## Транс-Миссисипи
Плезантон был переведен на Транс-Миссисипский театр боевых действий и командовал дистриктом Центральный Миссури и дистриктом Сент-Луис в 1864 году. Он неплохо проявил себя на этом месте и смог разбить генерала Стерлинга Прайса в трёх сражениях, чем обеспечил безопасность западных территорий.
За кампанию в Миссури он получил временное звание бригадного генерала регулярной армии за действия против Прайса и сразу же временное звание генерал-майора за отличие в войне (13 марта 1865).
Плезантон умер во сне в Вашингтоне и был похоронен на кладбище Конгрешенел-Семетери около своего отца. Перед смертью он просил не оказывать ему воинских почестей и даже не разрешил хоронить себя в своей старой военной форме — ввиду своей обиды на американскую армию. В 1870-х годах в его честь был назван город Плезантон (Калифорния). Ошибка топографов привела к неточности написания (Pleasonton — Pleasanton).

## Послевоенная деятельность
Несмотря на достижение звания генерал-майора, Плезантон покинул службу в добровольческой армии в постоянном звании майора кавалерии. Оттуда его перевели в пехоту, где у него сразу не сложились отношения с офицерами. 1 января 1868 года он уволился из армии.